# Aspermie
Aspermie ist der medizinische Ausdruck für das Ausbleiben des Ejakulats mit oder ohne Spermien (Samen) trotz des Auftretens der durch einen Orgasmus neurophysiologisch vom Sexualzentrum im Zwischenhirn ausgelösten und direkt eine Ejakulation bewirkende unwillkürlichen Kontraktionen der Geschlechtsorgane und ist nicht zu verwechseln mit einer Azoospermie, der Abwesenheit von Samenreifungszellen und Samenzellen in einem Ejakulat, oder der Anejakulation, dem Ausbleiben der unwillkürlichen Kontraktionen der Geschlechtsorgane und damit dem Ausbleiben der Ejakulation bei vorhandenem Orgasmus.

## Begriffsvariationen
Nach auch in der Literatur zu findenden anderen Definitionen bedeutet Aspermie entweder das Fehlen zellulärer Elemente im Samen oder das Fehlen von Samenfäden im Ejakulat. Ein Unterschied zu Azoospermie ist bei diesen Definitionsvarianten teils kaum noch erkennbar.

## Formen

### Präpubertär
Da in der überwiegenden Mehrzahl bei männlichen Kindern vor der Pubertät und damit vor dem Eintritt der Geschlechtsreife bei einer sexuellen Stimulation bis zum Höhepunkt trotz unwillkürlicher Kontraktionen der Geschlechtsorgane ein trockener Orgasmus ohne Ejakulat auftritt, kann man auch in diesen Fällen von einer vorübergehenden Aspermie sprechen.

### Postpubertär
In diesem Lebensabschnitt handelt es sich meist entweder um eine sogenannte Transportaspermie, z. B. im Rahmen einer Innervationsstörung im Bereich der ableitenden Samenwege und/oder der akzessorischer Geschlechtsdrüsen oder um eine vollständige retrograde Ejakulation.

## Erkrankungsfolge
Die Folge einer auch nach der Pubertät andauernden oder nach Erreichen der Geschlechtsreife zu irgendeinem Zeitpunkt erneut auftretenden Aspermie ist die männliche Infertilität.